# Gasteracantha thorelli
Gasteracantha thorelli là một loài nhện trong họ Araneidae.
Loài này thuộc chi Gasteracantha. Gasteracantha thorelli được Eugen von Keyserling miêu tả năm 1864.